# Лангры
Лангры — река на острове Сахалин, впадает в Амурский лиман. Протекает по территории Охинского городского округа Сахалинской области. Длина реки — 130 км, площадь водосборного бассейна — 1190 км². На берегу реки расположены населённые пункты Береговые Лангры и Структурное (нежилое).

## Притоки
(указано расстояние от устья)
- 2,7 км: Иркыр
- 12 км: Большой Няван (правый)
- 18 км: Малый Няван (правый)
- 24 км: Киски (правый)
- 45 км: Комулан (левый)
- 78 км: Иок (правый)
- 82 км: ручей Вертун (левый)
- 95 км: Быстрая (левый)
- 106 км: ручей Западный (левый)

## Данные водного реестра
По данным государственного водного реестра России относится к Амурскому бассейновому округу.
Код объекта в государственном водном реестре — 20050000212118300009701.